# 考扎尔
考扎尔，是匈牙利诺格拉德州所辖的一个村。总面积30.39平方公里，总人口2011，人口密度66.2人/平方公里（2011年1月1日）。